# Монталь
Монталь (нім. Mönthal) — громада  в Швейцарії в кантоні Ааргау, округ Бругг.

## Географія
Громада розташована на відстані близько 85 км на північний схід від Берна, 16 км на північний схід від Аарау.
Монталь має площу 3,9 км², з яких на 8,7% дозволяється будівництво (житлове та будівництво доріг), 45,3% використовуються в сільськогосподарських цілях, 46,1% зайнято лісами, 0% не є продуктивними (річки, льодовики або гори).

## Демографія
2019 року в громаді мешкало 394 особи (-4,8% порівняно з 2010 роком), іноземців було 11,4%. Густота населення становила 100 осіб/км².
За віковим діапазоном населення розподілялося таким чином: 16,2% — особи молодші 20 років, 56,1% — особи у віці 20—64 років, 27,7% — особи у віці 65 років та старші. Було 170 помешкань (у середньому 2,3 особи в помешканні).
Із загальної кількості 90 працюючих 11 було зайнятих в первинному секторі, 35 — в обробній промисловості, 44 — в галузі послуг.